# 綠川車站
綠川車站（日语：／ Midorikawa eki */?）是日本九州旅客鐵道三角線的其中一個火車站，位於熊本縣宇土市野鶴町。

## 歷史
- 1960年（昭和35年）4月1日：日本國有鐵道開設本站，為無人站。[1][2][3]
- 1987年（昭和62年）4月1日：因為國鐵分割民營化，本站由JR九州繼承。[1][4]

## 車站結構
側式月台1面1線的地面車站。無人站，不設站舍。車站的站名牌下繪有粟嶋神社的鳥居圖案。

## 相鄰車站
九州旅客鐵道
天草三角線（三角線）
宇土－綠川－住吉

## 外部連結
- JR九州 – 綠川車站 （页面存档备份，存于）（日語）

32°41′39″N 130°37′53″E / 32.694064°N 130.631331°E
1. 1 2  『週刊 JR全駅・全車両基地』 33号 熊本駅・嘉例川駅・大畑駅ほか、朝日新聞出版〈週刊朝日百科〉、2013年3月31日、24頁。
2. ↑  通報 ●三角線緑川駅の設置について（営業局）」『鉄道公報』日本国有鉄道総裁室文書課、1960年3月28日、5面。
3. ↑  「日本国有鉄道公示第114号」『官報』、1960年3月28日。
4. ↑  曽根悟（監修）「肥薩線・吉都線・三角線」『週刊 歴史でめぐる鉄道全路線 国鉄・JR』第2号、朝日新聞出版、2009年7月19日、25頁。